# Vanna De Angelis
Pour les articles homonymes, voir De Angelis.
Vanna De Angelis, dite Vanna « Fey » De Angelis, est milanaise. Elle est l'auteur de plusieurs romans et essais, notamment coauteur de Il grande gladiatore d'où a été tiré le film célèbre Gladiateur.

## Biographie
Vanna De Angelis a dédié une partie de sa vie à des recherches, se basant sur des archives et d'anciens volumes, concernant la sorcellerie et les sorcières dans un perspective féministe. Ces livres lui ont valu de bonnes critiques dans la presse italienne, notamment Le streghe, roghi, processi, riti e pozioni qui est désormais une référence en la matière en Italie et qu'elle a dédié « aux femmes accusées de sorcellerie qui moururent sur le bûcher ».
On lui doit également un essai sur les Amazones retraçant le mythe les concernant.
Ses ouvrages ne sont pas traduits en français.

## Œuvres
Essais
- Amazzoni, Piemme 1998
- Le streghe, roghi, processi, riti e pozioni, Piemme 1999

Romans
- L'avventuriera, Sperling & Kupfer 1987
- Il caso di Francesca, Sonzogno 1992